# Magyarosaurus dacus
Magyarosaurus (il cui nome significa "lucertola ungherese") è un genere estinto di dinosauro sauropode, un titanosauro nano vissuto nel Cretaceo superiore (Maastrichtiano), circa 71-66 milioni di anni fa, in quella che oggi è la Romania. Il genere contiene una singola specie, la specie tipo M. dacus, che rappresenta uno dei più piccoli sauropodi conosciuti, misurando meno di 3 metri di lunghezza è con un peso inferiore a 1.000 kg. In uno studio del 2005 è stato scoperto essere un parente stretto di Rapetosaurus, all'interno della famiglia Saltasauridae, nel clade Titanosauria.

## Scoperta e denominazione

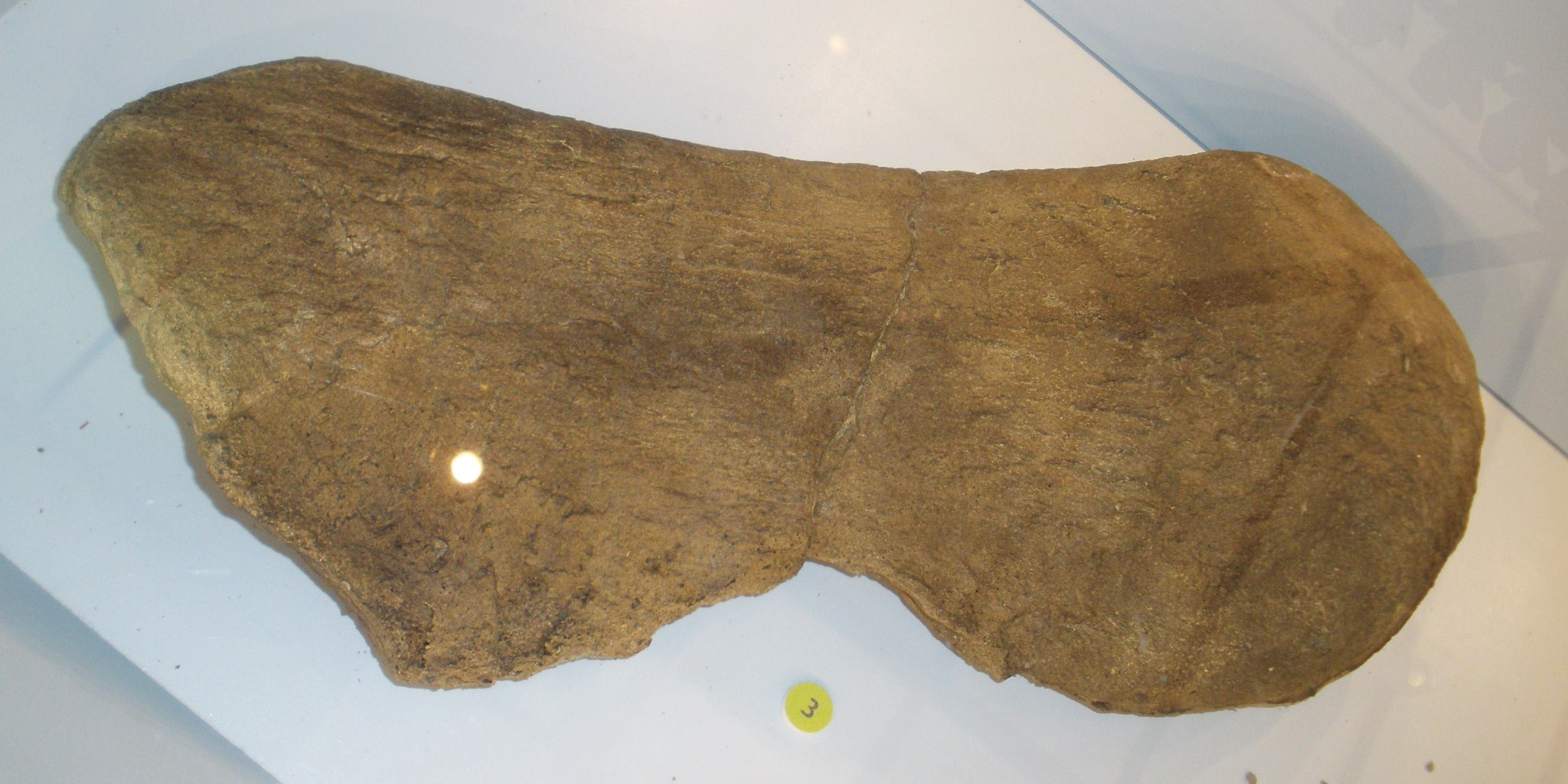
Scapola di Magyarosaurus sp.

Dei resti appartenenti ad almeno dieci individui di sauropodi vennero recuperati nel 1895 dalla regione di Hunedoara (Formazione di Sânpetru), in un'area che, all'epoca della scoperta, faceva parte dell'Ungheria ma che oggi si trova nella Romania occidentale. Inizialmente, questi resti furono nominati Titanosaurus dacus dal barone Nopcsa nel 1915, e il nome specifico fa riferimento ai Daci (che avevano vissuto in quel luogo circa 2.000 anni fa). Nel 1932, Friedrich von Huene riassegnò questo taxon a un nuovo genere, Magyarosaurus, istituendo anche altre due specie: M. hungaricus e M. transsylvanicus. Tuttavia, M. transsylvanicus rappresenta una chimera e solo parte del materiale appartiene effettivamente a M. dacus, mentre la specie M. hungaricus è stata riassegnata a un genere distinto, Petrustitan, con parte del materiale precedentemente menzionato che ora è attribuito a un altro genere, Uriash.
Il lectotipo di M. dacus è costituito dalla vertebra caudale anteriore SZTFH Ob.3091. Altri esemplari (SZTFH Ob.4215 e SZTFH Ob.3098) furono riferiti a M. dacus all'atto dell'istituzione di questo taxon. Sono state trovate numerose altre ossa, principalmente vertebre caudali ma anche dorsali ed elementi dello scheletro appendicolare. Non sono noti resti cranici. Inoltre, sono state scoperte 14 uova fossili attribuite al genere Magyarosaurus.
Indagini paleontologiche sono state condotte anche a Râpa Roșie, vicino a Sebeș, sul lato sud-occidentale del bacino della Transilvania. Avviate nel 1969, esse hanno portato alla scoperta di ossa di dinosauro e hanno permesso di datare il sito al Maastrichtiano. Alcuni dei rari fossili trovati qui sono vertebrati, tra cui una vertebra caudale di sauropode. I paleontologi coinvolti negli studi a Râpa Roșie hanno inoltre ipotizzato che Magyarosaurus possa essere l'unico genere di sauropode presente in tutte le formazioni risalenti al Maastrichtiano rumeno.

## Descrizione
Magyarosaurus era un sauropode relativamente piccolo, con esemplari attualmente riferibili alla specie M. dacus che misuravano 2,16-2,82 metri di lunghezza è raggiungevano un peso massimo stimato di 660-972 kg. Le sue dimensioni adulte ridotte costituiscono un'autapomorfia distintiva, poiché nessuno dei suoi parenti stretti presentava una taglia così contenuta; ciò rappresenta probabilmente un caso di nanismo insulare. Magyarosaurus possedeva inoltre un'armatura dermica, una caratteristica riscontrata anche in altri titanosauri.
Una vertebra caudale distale è stata riferita al genere da Codrea et al. (2008). Questa vertebra, con ogni probabilità, proveniva dalla metà della coda in quanto presenta caratteristiche di transizione. Prima che fosse definitivamente sepolta, l'arco neurale si era rotto, presumibilmente spostando le ossa dalla posizione originaria. Il suo centro è allungato e misura 105 millimetri di lunghezza. Entrambi i lati di articolazione con le vertebre adiacenti risultavano gravemente danneggiati. La vertebra è stata assegnata a Magyarosaurus sulla base del fatto che non sono noti altri sauropodi nella regione in cui è stata rinvenuta e, per via della sua morfologia intermedia, si ritiene occupasse una posizione di transizione nella coda di questo dinosauro.

## Paleobiologia

### Nanismo insulare
Le isole in cui viveva Magyarosaurus portarono questo dinosauro a evolversi attraverso il nanismo insulare, conseguenza delle pressioni selettive dovute a risorse limitate e all'assenza di grandi predatori, fattori tutti favorevoli a una riduzione delle dimensioni corporee. Tale fenomeno è stato osservato anche in molti altri dinosauri suoi contemporanei, tra cui l'ornitopode Rhabdodon e il nodosauro Struthiosaurus. Fu Nopcsa il primo a proporre il nanismo insulare come spiegazione delle piccole dimensioni di Magyarosaurus rispetto ad altri sauropodi. In seguito, alcuni ricercatori misero in dubbio tale spiegazione, sostenendo che i fossili noti rappresentassero individui giovani. Tuttavia, uno studio dettagliato dei modelli di crescita ossea, pubblicato nel 2010, ha confermato l'ipotesi originale di Nopcsa, dimostrando che gli esemplari più piccoli erano in realtà adulti. Si è inoltre ipotizzato che il nanismo insulare abbia portato alla presenza di generi isolati che conservavano caratteristiche più primitive.

### Istologia
Nel 2010, Koen Stein e colleghi hanno studiato l'istologia di Magyarosaurus. Le loro analisi hanno dimostrato che anche gli esemplari di dimensioni più ridotte erano individui adulti. Nello stesso studio, hanno confermato la validità della specie "M. hungaricus" per indicare gli esemplari più grandi, ritenuti troppo massicci per essere semplici varianti di quelli più piccoli. L'istologia di Magyarosaurus ha inoltre evidenziato un tasso di crescita molto lento, a fronte di un metabolismo piuttosto elevato.

### Armatura dermica
Un osteoderma scoperto nella località "La Cãrare", vicino al villaggio di Sînpetru, nel bacino di Hațeg (Romania), è stato assegnato alla specie Magyarosaurus dacus. Ciò indica che l'armatura dermica era ampiamente diffusa tra questi sauropodi del Cretaceo superiore. L'osteoderma presentava forma e dimensioni particolari, e ha portato ad attribuire alcune uova alla famiglia Nemegtosauridae e, forse, allo stesso Magyarosaurus.

### Possibili uova
Nel bacino di Hateg sono state rinvenute almeno 11 uova di litostrotia,  tutte provenienti dalla Formazione Sânpetru e assegnate a un nemegtosauride. Si ritiene che tali uova appartenessero probabilmente a Magyarosaurus o, in alternativa, a Paludititan, con maggiori probabilità per il primo. Durante il Cretaceo superiore, il bacino di Hațeg era un'area di nidificazione di ampie dimensioni, frequentata sia da hadrosauridi sia da titanosauri. Alcune uova conservano ancora embrioni al loro interno e, in uno di essi, è stata osservata la presenza di un'armatura dermica.
Le uova furono scoperte nel 2001, durante una spedizione sul campo di un'équipe belga-romena. Inizialmente classificate come parte di un nido, si è poi constatato che non erano racchiuse in alcuna struttura di nidificazione.

## Paleoecologia

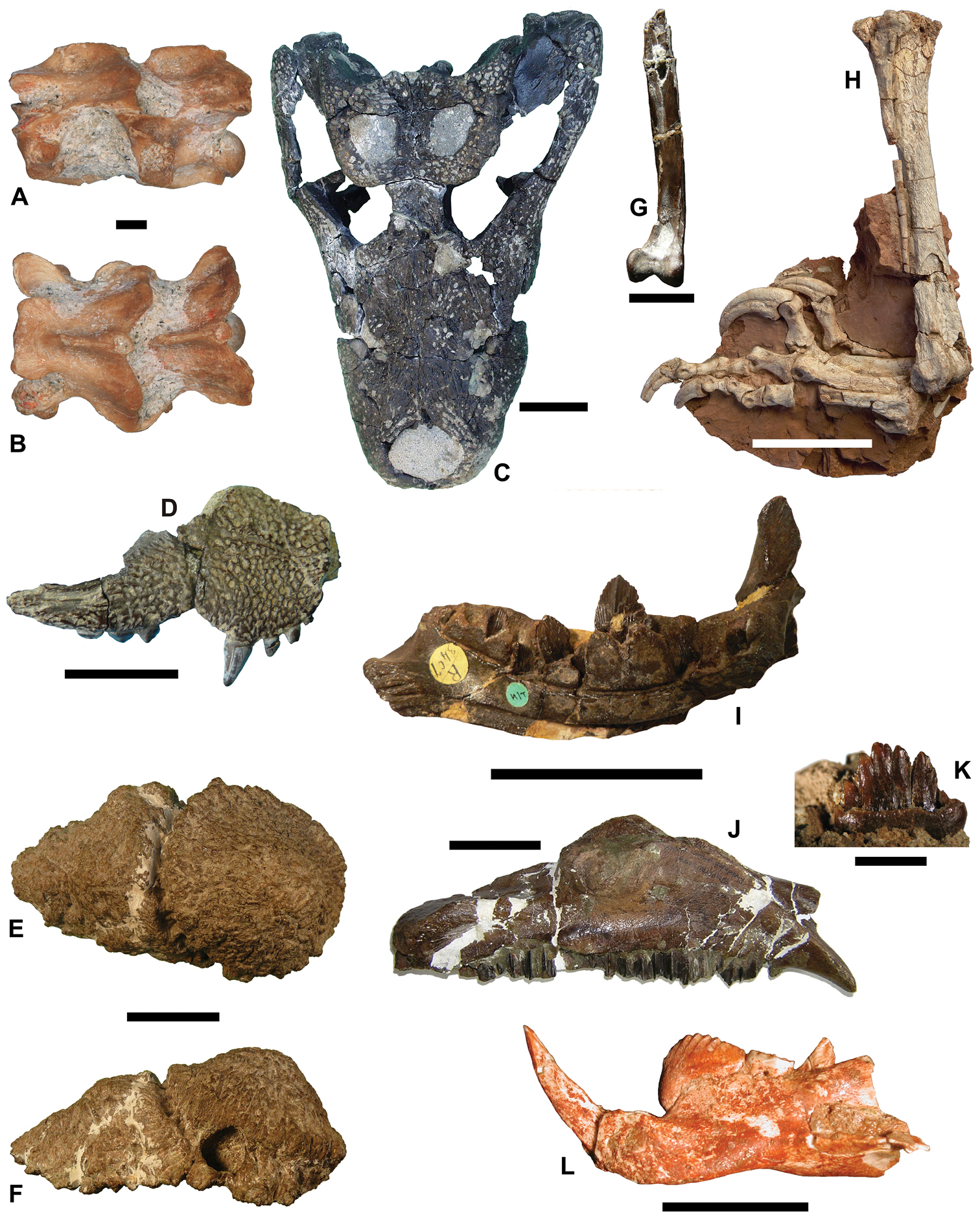
Fossili del Cretaceo superiore della Romania, tra cui Magyarosaurus (E–F)

Durante il Maastrichtiano inferiore, il bacino di Hațeg era caratterizzato da un ambiente subumido, con precipitazioni stagionali. Tuttavia, durante la fase successiva della formazione, si verificò un cambiamento paleoambientale su larga scala, trasformando la regione in un'ampia zona umida.
Magyarosaurus dacus è noto fin dall'inizio del Maastrichtiano della Formazione Sânpetru, parte del bacino di Hațeg in Romania. Dal bacino di Hațeg provengono anche il piccolo hadrosauride basale Telmatosaurus, il piccolo nodosauride Struthiosaurus, i maniraptori Balaur, Bradycneme ed Elopteryx, il gigantesco pterosauro Hatzegopteryx e due specie dell'euornitopode Zalmoxes.
La specie M. sp. è conosciuta da una singola vertebra. Questa fu rinvenuta in strati riferiti alla fine del Cretaceo superiore (Formazione Sebeș), sebbene sia stata probabilmente erosa dalla Formazione Șard e depositata in seguito. Nella stessa formazione, insieme a Magyarosaurus, sono stati ritrovati la tartaruga Kallokibotion, Balaur e lo pterosauro Eurazhdarcho. Così come Magyarosaurus, anche Telmatosaurus e Zalmoxes rappresentano generi di dimensioni ridotte, come dimostrato dalla loro istologia.